# 러커 계획
러커 계획(Rucker Plan)은 생산성 향상 성과의 한 분배 방법이다. 매출액에 대한 인건비의 비율을 과거의 실적에서 기준을 잡아 매달의 인건비가 기준보다 내려갔을 때 일부는 적립하고 잔액을 종업원들에게 분배한다.